# Barrage de Hasanlar
Le barrage de Hasanlar est un barrage de Turquie dans le district de Yığılca dans la province de Düzce. Sa fonction est de régulariser le débit de la rivière Küçük Melen et de permettre l'irrigation.

## Sources
- (en) www.dsi.gov.tr/tricold/hasanlar.htm Site de l'agence gouvernementale turque des travaux hydrauliques